# Rắn hổ mang Nam Phi
Rắn hổ mang Nam Phi (Danh pháp hai phần: Naja nivea) là một loài rắn trong họ Rắn hổ. Loài này được Linnaeus mô tả khoa học đầu tiên năm 1758.

## Hình ảnh

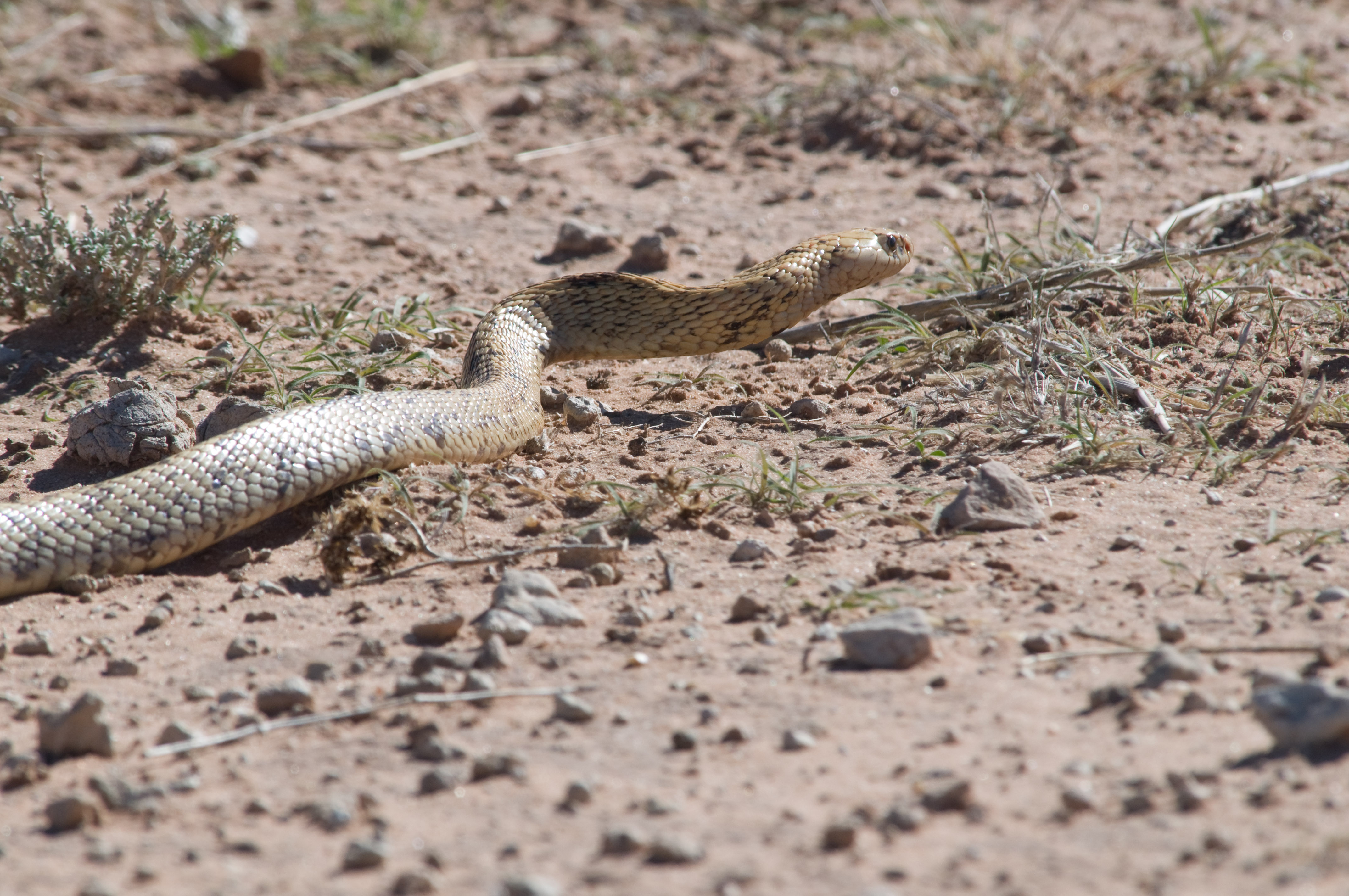
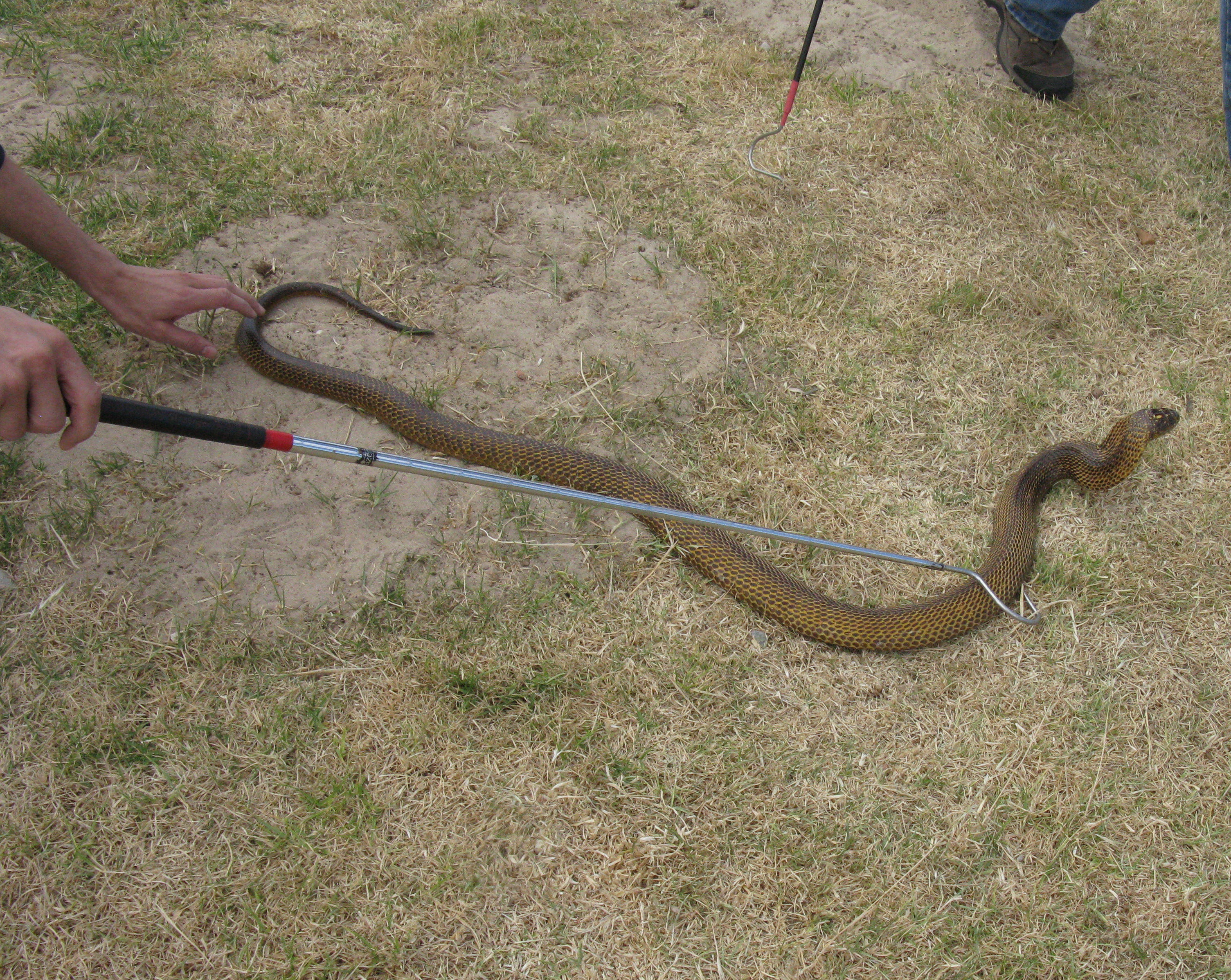
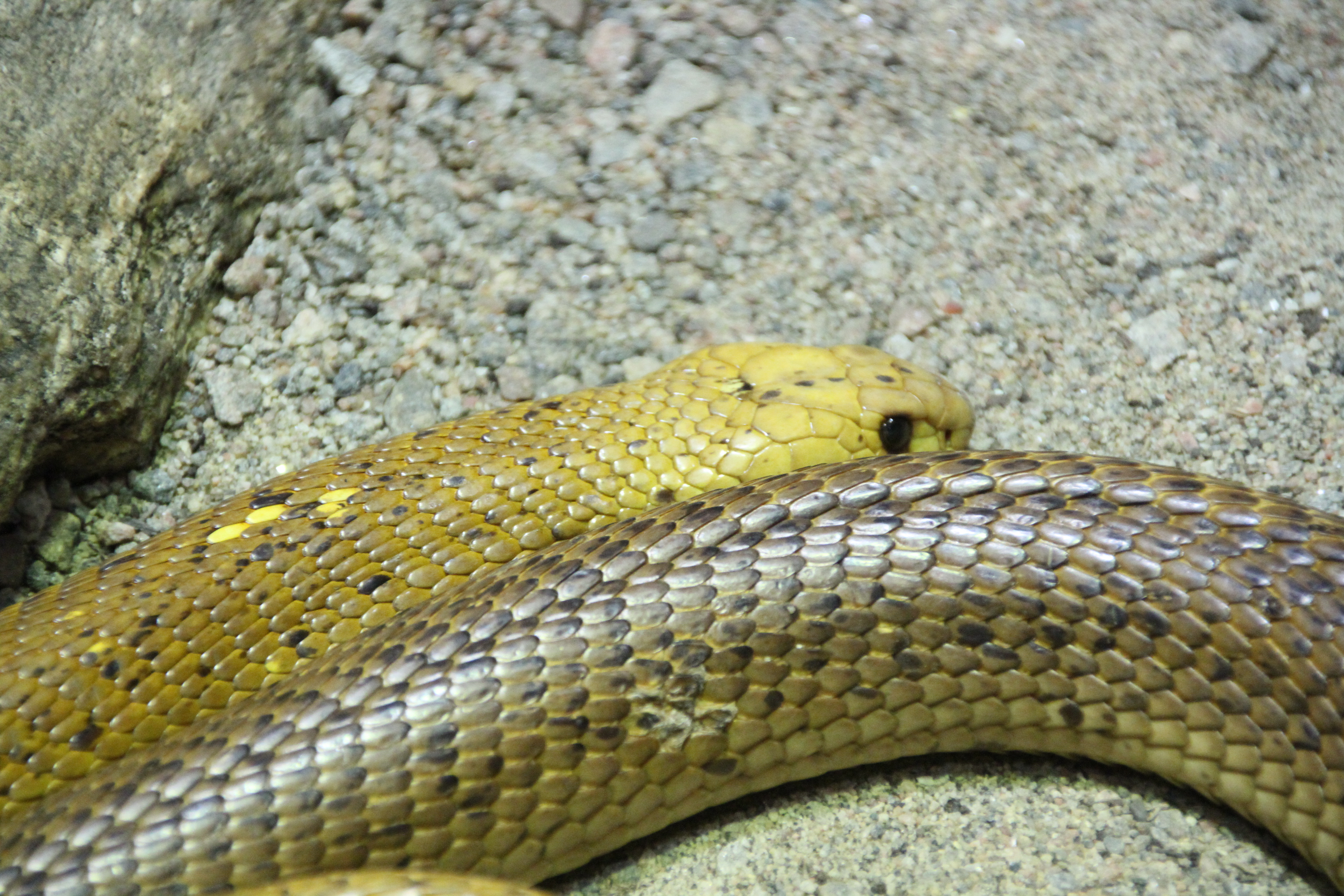
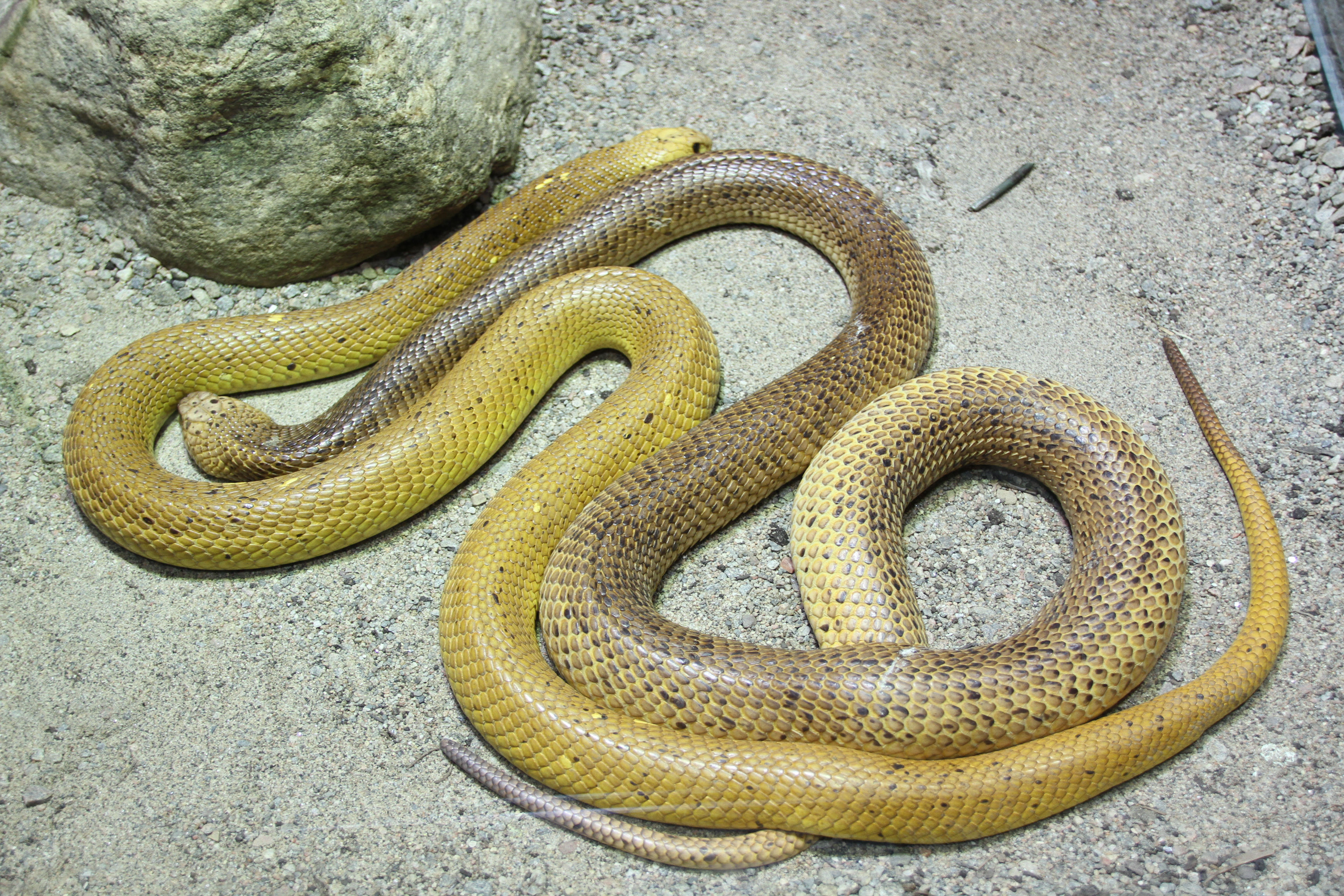